# Józef Haller
Pour les articles homonymes, voir Haller.
 (juin 2025).
Si vous disposez d'ouvrages ou d'articles de référence ou si vous connaissez des sites web de qualité traitant du thème abordé ici, merci de compléter l'article en donnant les références utiles à sa vérifiabilité et en les liant à la section « Notes et références ».
 (septembre 2024).
La mise en forme du texte ne suit pas les recommandations de Wikipédia : il faut le « wikifier ».
Les points d'amélioration suivants sont les cas les plus fréquents. Le détail des points à revoir est peut-être précisé sur la page de discussion.
- Les titres sont pré-formatés par le logiciel. Ils ne sont ni en capitales, ni en gras.
- Le texte ne doit pas être écrit en capitales (les noms de famille non plus), ni en gras, ni en italique, ni en « petit »…
- Le gras n'est utilisé que pour surligner le titre de l'article dans l'introduction, une seule fois.
- L'italique est rarement utilisé : mots en langue étrangère, titres d'œuvres, noms de bateaux, etc.
- Les citations ne sont pas en italique mais en corps de texte normal. Elles sont entourées par des guillemets français : « et ».
- Les listes à puces sont à éviter, des paragraphes rédigés étant largement préférés. Les tableaux sont à réserver à la présentation de données structurées (résultats, etc.).
- Les appels de note de bas de page (petits chiffres en exposant, introduits par l'outil «  Source ») sont à placer entre la fin de phrase et le point final[comme ça].
- Les liens internes (vers d'autres articles de Wikipédia) sont à choisir avec parcimonie. Créez des liens vers des articles approfondissant le sujet. Les termes génériques sans rapport avec le sujet sont à éviter, ainsi que les répétitions de liens vers un même terme.
- Les liens externes sont à placer uniquement dans une section « Liens externes », à la fin de l'article. Ces liens sont à choisir avec parcimonie suivant les règles définies. Si un lien sert de source à l'article, son insertion dans le texte est à faire par les notes de bas de page.
- La présentation des références doit suivre les conventions bibliographiques. Il est recommandé d'utiliser les modèles {{Ouvrage}}, {{Chapitre}}, {{Article}}, {{Lien web}} et/ou {{Bibliographie}}. Le mode d'édition visuel peut mettre en forme automatiquement les références.
- Insérer une infobox (cadre d'informations à droite) n'est pas obligatoire pour parachever la mise en page.

Pour une aide détaillée, merci de consulter Aide:Wikification.
Si vous pensez que ces points ont été résolus, vous pouvez retirer ce bandeau et améliorer la mise en forme d'un autre article.
Józef Haller de Hallenburg (né en Galicie le 13 août 1873 et mort à Londres le 4 juin 1960), est un général et homme politique polonais.

## Biographie

### Jeunesse et formation

Blason des Haller de Hallenburg.

Józef Haller naît le 13 août 1873, dans la propriété familiale de Jurczyce, située entre Cracovie et Lanckorona. Il est né en Galicie autrichienne au manoir familial de Jurczyce, à Skawina au sud de Cracovie, dans une famille aristocratique. Il est le troisième enfant de Henryk et Olga, née Tretter. Il a six frères et sœurs. Son père a participé à l’« Insurrection de janvier », soulèvement national polonais (1863). Jusqu’à l’âge de neuf ans, il suit une éducation au domicile familial de Jurczyce. Sa famille chérit les traditions patriotiques et est empreinte de piété religieuse, ce qui a grandement influencé sa personnalité ; tous sont membres de Congrégations mariales. Il commence ses études élémentaires et militaires à l’École normale de Koszyce en Hongrie (1877-1889). En 1890, il continue son éducation dans la prestigieuse École normale militaire à Mährisch-Weisskirchen en Moravie. Le couronnement de son éducation a lieu quand il entame des études supérieures à l’Académie militaire technique de Vienne (1892-1895). Une fois terminées, en août 1895, il obtient le grade de sous-lieutenant.
La première affectation militaire de Józef Haller est le 11e Régiment d’artillerie de Lwów. Ses supérieurs ont de lui une très bonne opinion, le qualifiant d’officier modèle, qui s’acquitte consciencieusement et avec sérieux de ses obligations militaires. Une de ses prouesses est d’avoir réformé l’École d’artillerie pour officiers bénévoles à Lwów, dont il devient le commandant (1905). Il a remplacé les cadres professionnels chargés de l’instruction militaire par des volontaires, et instauré la langue polonaise comme langue d’enseignement. En 1907, il est muté à la 43e Division de la défense du territoire (Landsturm), et se voit promu au grade de capitaine. Il prend alors la décision de démissionner de l’armée et de rejoindre les réservistes (1911). Des années plus tard, il écrira dans ses Mémoires : « Étant arrivé au grade de capitaine et ne pouvant plus apprendre grand-chose dans l’artillerie autrichienne, je l’ai quittée, afin de servir mon pays d’une autre manière,  jusqu’au moment où la Patrie aura besoin de moi ».
En 1903, il se marie avec Aleksandra Sala, dont il a un fils - Eryk -, né en 1906. En dirigeant son action vers la vie civile, Józef Haller se consacre aux activités sociales, s’activant auprès d’associations à caractère économique et patriotique. Il est l’un de ceux qui fondent des associations de coopératives dans la province autrichienne de Galicie, et remplit la fonction d’inspecteur dans l’Association des cercles agricoles (1912-1914). Il organise des cours pour agronomes, éleveurs et entrepreneurs laitiers - écoles où il enseigne lui-même. C’est grâce à son initiative que naissent des coopératives laitières; il publie même des articles dans la presse consacrée à ce sujet. Il est membre actif d’un club promouvant l’abstinence d’alcool.
Haller met son savoir militaire au profit du mouvement scout, qui vient de voir le jour sur les terres polonaises, organisme qu’il veut militariser en lui inculquant un caractère et une symbolique polonais. En 1913, avec d’autres pionniers du scoutisme, dont Andrzej Małkowski et Czesław Pieniążkiewicz, il crée les insignes et le vocabulaire des scouts. Son apport à la création de la Croix des scouts est remarquable, car il unit la Croix de Malte avec celle de l’Ordre de Virtuti Militari, avec au centre une fleur de lys, symbole de la pureté. Haller ne fait partie d’aucun mouvement politique, mais ses idées sont proches de la mouvance nationale polonaise. Il s’inscrit à l’association sportive Sokół (« Faucon »), qui a pour but d’élever le niveau d’éducation physique de la société. Son action se concentre alors sur l’aspect militaire du mouvement Sokół, qui va ainsi devenir une pépinière de futurs combattants pour l’indépendance de la Pologne. Il y assume le rôle d’instructeur militaire, met en place des unités armées, organise des cours pour soldats, sous-officiers et officiers.
Haller côtoie le Mouvement des tirailleurs, organisé en Galicie par Józef Piłsudski. Les deux hommes se sont même rencontrés en février 1913, à Lwów. Bien des années plus tard, Haller dira de cette rencontre qu’il n’y avait entre eux aucun différend pour ce qui est des questions clé. Il souligne cependant que leur but stratégique était différent. Piłsudski voulait le convaincre qu’au moment où éclaterait une guerre, une révolution surgirait dans les arrières de l’armée russe, et c’est en fonction de cette hypothèse qu’il organisait ses activités. Haller considère cette idée comme fantaisiste : « Piłsudski me dit que je formais des armées destinées aux casernes, ce à quoi je répondis, que d’après un savoir mis à jour, je voulais préparer pour la Pologne de futurs cadres militaires et non des groupuscules armés ». Haller n’est pas au courant des méandres de la politique polonaise, surtout celles du PPS (parti socialiste) et de la Démocratie nationale, partis patriotiques soutenant diverses organisations militaires. Il est persuadé qu’ils se fondront en une seule mouvance, situation va s’avérer impossible à réaliser. En juin 1914, il prend la décision de quitter le Sokół, considérant que l’action de l’organisation est dominée par la politique. Il se consacre à promouvoir les sociétés coopératives, plans réduits à néant par la Première Guerre mondiale.

### Au sein de l'armée austro-hongroise
L’éclatement de la guerre surprend Haller durant son voyage au Danemark et en Suède, d’où il rentre à Lwów et se met à la disposition des autorités militaires. Une mobilisation des unités paramilitaires polonaises a lieu à Lwów et Cracovie. Au début, le commandement autrichien donne aux formations polonaises une certaine liberté, mais dès qu’on apprend que le soulèvement contre les Russes, dans le royaume de Pologne (Kongresówka) n’a pas eu lieu, on les incorpore dans les Forces de défense du territoire, le Landsturm. Pour des raisons de propagande, on donne aux unités polonaises le nom de « Légions ». Lorsqu’à Lwów se constitue une autre  formation - la « Légion de l’Est », Haller y obtient sa mutation. Le supérieur de la Légion étant absent, il assume les obligations de commandant.  Vers la fin août 1914, les troupes russes s’approchent de Lwów, la Légion doit évacuer ses effectifs vers l’ouest. La retraite se fait sous les ordres de Haller, qui passe par Jasło, puis se dirige vers Mszana Dolna, non loin de la ville de Rabka.
Au retour, on constate parmi les soldats de la « Légion de l’Est » des signes de démoralisation et un manque de volonté pour combattre. Le Commandement central de l’armée austro-hongroise y est pour quelque chose, puisqu’il demande aux légionnaires de prêter serment de fidélité à l’empereur François Joseph. Haller considère, que c’est là un moment désagréable, mais nécessaire d’un point de vue politique pour la formation d’unités polonaises. Toutefois, la majorité des officiers et soldats polonais y sont hostiles. Plus est, c’est toute une campagne de  propagande dénigrant la Légion comme force militaire soutenant de facto l’Allemagne - le plus grand ennemi de la Pologne - que mettent en place les nationaux-démocrates de Galicie. Les socialistes ont aussi leur part dans ces attaques contre de Haller, voulant miner son autorité, par peur qu’il devienne un concurrent pour Józef Piłsudski. Les querelles politiques parmi les officiers et les soldats, un approvisionnement défaillant et des ordres contradictoires de commandants rivaux, font que la crise devient toujours plus profonde. Ainsi, le 2 septembre 1914, Haller donne l’ordre de dissoudre la « Légion de l’Est ». La majorité des soldats rentrent chez eux ou sont incorporés dans l’armée austro-hongroise. Du petit nombre qui reste et partage l’opinion de Haller et prête serment, on forme le 3e Régiment de la Légion. C’est au colonel Chomicki que revient la charge le commander, Haller est son adjoint. Après quelques semaines, Chomicki remet sa démission et Haller reprend le commandement, décision confirmée par les autorités de Vienne.
Le 3e Régiment de la Légion est transféré le 3 septembre 1914 vers la Hongrie, où il doit secourir la ligne de défense autrichienne des Carpates orientales. Malgré le manque de matériel et le peu de formation des soldats, la « Légion de l’Est » est directement envoyée aux combats; les légionnaires doivent acquérir leur expérience dans le feu de l’action. Ils combattent dans un relief hostile et des conditions atmosphériques d’un hiver précoce.  Ils prennent position dans la région de Maramarossziget et le col de Pantir. Ils y font face aux unités de Cosaques, attaquant la Galicie. Les Polonais reçoivent l’ordre de lier sur les lieux des combats le plus de forces russes possible, afin d’affaiblir la pression ennemie dans d’autres endroits du front. Pour que la première ligne du front puisse communiquer normalement avec les arrières, les légionnaires, dans un effort sans précédent durant quatre jours et nuits d’affilée, construisent une route appelée Route de la Légion. Longue de 7 kilomètres, elle est formée de 28 ponts et d’un viaduc construit de pieux coupés sur place. Les soldats déboisent une forêt jugée impénétrable. Au vu des conditions hivernales qui y règnent, c’est une véritable prouesse du génie militaire. On dresse sur le plus haut emplacement du col - à l’initiative de Haller- une grande croix en bois de bouleaux avec l’inscription « Jeunes de Pologne, voyez cette Croix -  C’est la Légion qui l’a posée là - À travers monts, bois et fortins - Pour toi Pologne, pour ta gloire de demain ».
Lors du premier combat, les forces russes doivent évacuer le village de Rafaïlova, qui devient le principal bastion du 3e Régiment. Haller, à part ses qualités de tacticiens, possède des capacités d’organisateur de la vie économique et sociale des territoires occupés, en les adaptant aux besoins de la guerre. « À la mi -novembre, quand Rafaïlova était plongée dans les affres de l’hiver, entourée de sommets enneigés - écrit Haller -  j’ai sécurisé les positions de l’armée et organisé la vie sociale dans les Carpates orientales. J’ai soumis les autorités de la ville aux impératifs militaires, poste et télégraphes compris; j’ai rétabli une communication normale, mettant en place un chemin de fer forestier dans la vallée de Bystrzyca, qui  s’avèrera fort utile pour le transport des unités et de leur approvisionnement. Et à la fin, j’ai mis en place une voie de communication à traineaux pour traverser le col de Pantir ». Les légionnaires donne aux territoires libérés le nom de « république de Rafaïlova ».
Dans les abords des villages de Rafaïlova et Zielona, des mois durant, ont lieu des combats acharnés, afin d’agrandir régulièrement les territoires libérés de cette partie de la Galicie des Carpates. Le 23 octobre 1914, le village de Piaseczna est pris, suivi de celui de Pniów. L’intensité des combats est grande. Durant la seule période de la deuxième partie d’octobre 1914, les légionnaires prennent part à 12 batailles et d’importants accrochages. La ligne de front s’étire sur 80 kilomètres. Lors du combat de Piaseczna, le 9 novembre 1914, Haller est touché par des éclats de mortier et après avoir été soigné, revient sur le champ de bataille pour diriger les opérations. Il est décoré de l’« Ordre de la Couronne de Fer » IIIème classe, et obtient un avancement au grade de lieutenant-colonel.
En novembre 1914, on forme à partir de forces stationnant à Rafaïlova et les environs, des unités appelées « Groupe de combat Haller », au nombre de trois bataillons, issus du 3e Régiment. Il comporte deux batteries d’artillerie de montagne, la moitié d’une unité d’ uhlans et une compagnie de sapeurs. Malgré les pertes et la fatigue extrême, début février 1915, le « Groupe de combat Haller » soutient l’offensive autrichienne vers la ville de Stanisławów; les affrontements y durent deux semaines et les conditions atmosphériques avoisinent les -25°C. Une des plus  importantes victoires se joue près du village de Maksymec les 1er-6 février 1915, lorsque des légionnaires encerclent et attaquent par l’arrière la défense russe, coupant ainsi le front en deux. Non loin de Solotvina (16-17 février 1915), après une journée entière de combats, ils prennent un pont sur la rivière Zarzecze, ce qui permet aux Autrichiens de continuer l’attaque. Le commandement autrichien apprécie l’engagement des Polonais: le 3e Régiment de la Légion et son commandant sont cités au rapport numéro 6  de la Division d’infanterie : « Le courage et la combativité hors du commun des Légions polonaises, ont ces derniers jours à nouveau fait leur preuve. Je vous en suis reconnaissant au nom des saintes convictions, pour lesquelles nous combattons. Pour leurs vaillantes actions, je présenterais vos remarquables commandants, le lieutenant colonel Haller et le major Rojek, aux avancements et décorations ». En reconnaissance de ces actions militaires, on forme en mai 1915, la Deuxième Brigade de la Légion, qui englobe le 3e Régiment, surnommé « Brigade des Carpates » ou « Brigade fer ».
Fin 1915, Haller transmettra le commandement du 3e Régiment au major Henryk Minkiewicz. Le 29 février 1915, il est promu au grade de colonel. Durant cette période, il ne cesse de rencontrer des personnalités politiques et militaires, pour leur demander que les Légions fassent l’objet de plus d’attention et que les unités polonaises forment une division ou un corps d’armée séparé. Ce plan est rendu impossible à cause du refus de Piłsudski et de ses alliés, qui considèrent leur « Première Brigade » comme leur chasse-gardée exclusive. Le 5 mai 1915, en allant visiter les soldats de Piłsudski, Haller aest victime d’un accident de voiture, lors duquel il est sérieusement blessé. Un mauvais traitement dans un hôpital de Częstochowa ne fait qu’empirer son état de santé, au point qu’on veuille lui amputer une jambe. Ce n’est qu’après plus d’une année de soins appropriés, dans une clinique de Vienne, qu’il retrouvera la santé.
Au printemps 1916, Haller termine ses traitements médicaux et rejoint la Deuxième Brigade (Brigade de fer), qui avec deux autres - la Première et Troisième - est transférée vers les territoires de l’ancienne Pologne, près de la Volhynie (pol:Wołyń), non loin de la rivière Styr.  Haller n’a aucune affectation militaire, car la plupart des postes de commandement la Deuxième Brigade sont aux mains d’ officiers autrichiens. C’est là une source de conflits entre les soldats polonais et autrichiens. Haller décide alors d’entrer au Conseil des colonels, mis sur pied par Piłsudski, qui réunit les commandants et officiers des quartiers généraux des Légions polonaises.
En 1916, Haller rencontre plusieurs fois Piłsudski, qui le considère comme un  dangereux concurrent, mais veut le convaincre de freiner les actions des Légions et de construire à leur place une Organisation Militaire Polonaise clandestine (pol: POW). Haller rejette l’idée de Piłsudski, car il est partisan d’une armée régulière. Il ne croit pas que le POW puisse mener un combat effectif pour l’indépendance de la Pologne, et ce sur la base de militants issus de troupes armées du Parti socialiste (PPS). Lors d’une discussion, Piłsudski affirme: « Moi, je fais de la politique ! ». Ce à quoi Haller répond: « Et moi, une armée polonaise! ». Situation qui démontre la différence exacte entre les deux interlocuteurs. Haller ne parvient pas à s’entendre avec Piłsudski. Il veut que ce dernier ordonne à ses partisans d’arrêter la campagne de diffamation contre la  Deuxième Brigade, accusée d’être une unité  pro-autrichienne. On essaye ainsi de mettre en cause le patriotisme de Haller et de ses soldats, tout en présentant Piłsudski comme seul chef des « vrais patriotes ». Pendant ce temps, dans la Deuxième Brigade, dont les soldats n’avaient aucune idée des rivalités politiques en cours, on gratifiait Piłsudski une grande estime et Haller lui-même affirme à son sujet: « Si la situation l’avait demandé, je me serais subordonné à ses ordres ». Malgré des gestes de bonne volonté, la distance politique  séparant les deux grands dirigeants de l’époque ne cesse de s’agrandir. En juin 1916, les armées russes commencent une grande opération militaire contre les Empires centraux - l’offensive du général Aleksiej Brusilov. Après la bataille Kostiuchnówka (4-6 août 1916), la Première et Deuxième Brigade sont évacuées derrière la rivière Stochod. Haller inspecte les unités de la Deuxième Brigade en plein combat. Dans un moment critique, il  prend le commandement des colonnes militaires et de l’artillerie en marche, et malgré le chaos, les mène vers de nouvelles positions défensives, sans faire de pertes. Les Allemands le décorent de la Croix de fer.
Le 14 juillet 1916, près de Czeremoschno sur le Stochod, Haller se voit confier le poste de brigadier et prend la tête de la Deuxième Brigade des Légions. Jusqu’à début octobre, la Deuxième Brigade mène sur le front de l’est une guerre de position. Pendant ce temps, Piłsudski provoque parmi les légionnaires une crise liée au fait de prêter serment. Il veut convaincre les officiers de donner leur démission et d’abandonner les rangs de l’armée. Haller et ses officiers s’y opposent.
La proclamation de l’Acte d’indépendance du 5 novembre 1916, semble donner un semblant de réponse aux espoirs des légionnaires, sur le sens de leur combat. Dans l’Acte proclamé par les empereurs d’Allemagne et d’Autriche-Hongrie, on affirme vouloir créer un État polonais indépendant. La proclamation est peu précise et ne mentionne pas les régions de la Galicie et de la Grande Pologne. Mais Haller a encore quelques illusions et considère que c’est là un point de non-retour de la question polonaise durant cette guerre. Le moment culminant des célébrations de l’Acte d’indépendance, c’est le défilé dans les rues de Varsovie de la Deuxième Brigade, le 1er novembre 1916, mené par Józef Haller et Stanisław Szeptycki.
Durant les mois qui suivent, Haller s’engage dans toutes sortes d’activités politiques. Auréolé de la gloire de commandant de la « Brigade de fer », appuyé par les cercles politiques de la droite conservatrice dont il est proche, on le destine aux plus hautes fonctions du futur État polonais, faisant contrepoids au « radical, socialiste et assoiffé de pouvoir » qu’est Piłsudski. Durant cette période, Haller est devenu l’idole de la société polonaise. Les salons de l’intelligentsia se précipitent pour l’inviter, on imprime des timbres-poste et frappe des emblèmes à son effigie, écrit des vers et chante des chansons en son honneur. Contrairement à Piłsudski, Haller n’accepte aucun poste dans la gouvernance du royaume de Pologne, alors que Piłsudski fait partie du Conseil d’État provisoire. C’est pourquoi Haller est surpris par l’affaire du serment de juillet 1917, provoquée une seconde fois par Piłsudski. Le déclenchement de cette crise a ses sources dans l’obligation des légionnaires de prêter serment aux empereurs d’Allemagne et d’Autriche. Mais la véritable cause de l’affaire est que Piłsudski n’est pas arrivé à placer ses hommes de la POW dans les Forces militaires polonaises en formation, et considère que le temps de changer de camp est arrivé. D’allié de la Triplice, il devient son ennemi. Il démissionne de son poste au Conseil d’État provisoire et appelle les légionnaires à ne pas prêter serment. Cette fois, son appel est bien reçu par la Première et Troisième Brigade, les  Allemands décident alors une dissolution des Légions et l’arrestation de Piłsudski.
Pendant ce temps, le brigadier Haller essaye de s’opposer à l’action « destructrice » de Piłsudski. La Deuxième Brigade, fidèle à son commandant, le cœur serré, prononce le serment demandé par les Allemands et les Autrichiens. Haller garde le commandement de la Deuxième Brigade, mais n’arrive pas à sauver les Légions, ce qui était son but. Des soldats de la Deuxième Brigade et de quelques autres unités militaires, constituent depuis un Corps d’armée de soutien, envoyé en Bukovine, sur le front de Tcherniovitz. Le commandement autrichien n’a pas confiance dans le Corps d’armée polonais et le dirige vers des positions à l’arrière du front.
En février 1918, une nouvelle inquiétante se répand dans la société polonaise: l’Allemagne et l’Autriche-Hongrie ont signé à Brest-Litovsk un traité de paix avec le nouvel État ukrainien. On y fait mention de céder à l’Ukraine une partie des territoires de Chełmno et de la Podlasie. Les Polonais considèrent cet acte comme une trahison et un abus de pouvoir de l’occupant. Une vague de mécontentement envahit tout le pays et même les partisans d’une collaboration avec l’Autriche, ont pris désavoué une telle décision. Les nouvelles de la trahison de Brest arrivent le 12 février 1918 au Corps d’armée polonais stationnant en Bukovine. Lors de la réunion des cadres de la Deuxième Brigade, initiée par Haller, on décide de protester contre la « trahison de Brest », en traversant la ligne de front afin de rejoindre les positions russes. Peu avant la mutinerie, Haller demande le renvoi de ses décorations autrichiennes et allemandes à Vienne, accompagnées d’une lettre manuscrite pour l’empereur Charles I, où il explique que la trahison de Brest, dont s’est rendue coupable la Triplice, implique que toute présence polonaise aux côtés de l’armée autrichienne est « incompatible avec la dignité de la nation polonaise et de ses soldats ».
L’action débute dans la nuit du 15 au 16 février 1918. À 18 heures, sur ordre de Haller, les unités polonaises se dirigent vers l’est. Les Autrichiens ne se sont pas fait surprendre et, aux abords du village de Rarańcza, une bataille a lieu contre la 53 e Division d’infanterie autrichienne; les unités polonaises subissent une défaite. Après cet affrontement armé, les Autrichiens se limitent à ne causer que des dégâts matériels, usant que de leur artillerie. Les pertes de la Deuxième Brigade se montent à 16 morts. Une partie des soldats percent le front - deux divisions d’infanterie comptant 1 600 hommes et officiers compris. Le reste, approvisionnements et artillerie, sont mis aux arrêts, désarmés, puis internés. Après avoir traversé la ligne du front, Haller rédige un appel à la nation polonaise, dans lequel il souligne que le seul but de la Deuxième Brigade est de lutter pour une Pologne indivisible et souveraine : « Le devoir du soldat nous pousse impérativement à aller là, où se trouvent les forces armées polonaises, puisqu’en Pologne, il est impossible de former des unités. Les Légions polonaises présentent en Bukovine traversent la frontière, avec leur commandement, afin de rejoindre les soldats polonais de l’autre côté du front ».
La valeur politique des événements de Rarańcza est symbolique et démontre la détermination des Polonais, qui passent du camp de la Triplice à celui de l’Entente. Des émissaires envoyés par Haller remettent une note aux représentants de l’Angleterre et de la France présents à Jassy, en Roumanie: « A l’heure actuelle, toute la nation polonaise se trouve dans le camp de l’Entente, espérant combattre pour une libération totale des territoires polonais ».
Après avoir traversé le front, la Brigade continue sa marche vers l’est. L’unité se retrouve sur des territoires ravagés par la révolution, où le pouvoir est aux mains de paysans révoltés, bandes de soldats anarchisés et bolchéviques. Grâce à des intermédiaires venus du POW, on arrive à garantir la neutralité des bolchéviques, et même d’obtenir - par la force ou par la ruse - des stocks d’approvisionnement provenant d’entrepôts de l’armée tsariste. Avançant à travers toute la région de la Podolie, une marche de 300 km, la Brigade arrive début mars 1918, près de Sorok en Bessarabie, où elle prend contact avec le Deuxième Corps d’armée polonais. Les unités polonaises unifiées ne peuvent rester plus longtemps sur ces terres, car la Roumanie vient de signer un traité de paix séparé avec les empires centraux, stipulant l’élimination de son territoire de toute entité étrangère. Après un mois de marche, le Corps d’armée arrive à Kaniów, au sud de Kiev. Haller est alors au commandement et à la suite de la décision du Conseil du Deuxième Corps d’armée, reçoit le grade de général (28 mars 1918). Pour ne pas provoquer les Autrichiens, il use du nom de Mazowiecki.
Le premier projet voulant réunir les unités polonaises au premier Corps d’armée stationnant à Bobrouïsk, est un échec. Parmi les officiers du Deuxième corps, deux conceptions s’affrontent. La première veut qu’on traverse le Dniepr pour s’éloigner le plus possible des Allemands et revenir armés en Pologne, au moment voulu, pour se mettre à disposition du Conseil de Régence, évitant ainsi tout conflit avec les Allemands. La deuxième approche provient du POW, qui veut convaincre Haller d’attaquer les Allemands. Ce dernier a cependant d’autres plans et essaye de communiquer avec le Conseil de Régence à Varsovie, pour obtenir son appui politique et éviter aux soldats de déposer les armes.
Les unités de Haller campent trois semaines aux environs des formations allemandes, qui semblent au début tolérer les Polonais. Peu à peu, les forces allemandes se renforcent et s’approchent lentement du quartier général du Corps d’armée polonais, installé dans un lieu difficile à défendre. Dans la nuit du 10 au 11 mai 1918, sans prévenir, les unités allemandes attaquent Kaniów. Elles sont numériquement supérieures et comptent 12 mille soldats. Les Polonais sont prêts  au combat et occasionnent de lourdes pertes à l’agresseur. La bataille dure jusqu’au soir et les Polonais capitulent faute de munitions. Les pertes allemandes se montent à 1 400 morts et blessés ; du côté polonais, on dénombre quelques centaines de morts.
Malgré la défaite, la bataille de Kaniów a un grand retentissement dans la société polonaise. C’est la première démonstration militaire, durant la Première Guerre mondiale, qui se déroule sous les drapeaux polonais et souligne l’appartenance de la nation polonaise au camp de l’Entente. La bataille donne des arguments à la propagande polonaise et efface trois années d’engagement des unités polonaises aux côtés des empires centraux.
Haller arrive à ne pas se faire capturer, passe par Kiev et arrive à Moscou (12 juin 1918). Il prend contact avec le « Conseil Polonais d’Union des partis », organe national-démocrate. C’est avec son aide qu’il réorganise un commandement militaire clandestin, et met sur pied une « Commission militaire ». Vu l’information parvenue du Comité national polonais à Paris, selon laquelle Haller est désigné comme commandant de l’Armée polonaise se formant en France, on prend la décision de l’évacuer par Mourmansk. Peu avant de quitter la Russie, il promulgue l’ordre de mobilisation numéro 2, appelant tous les militaires de l’ancienne armée du tsar et de la Deuxième Brigade à lutter contre les Allemands pour une Pologne indépendante.
Le 3 août 1918, il embarque sur le navire City of Marseille, quitte Mourmansk, fait escale en Écosse et arrive en France. Le 27 juillet 1918, le Comité national polonais décide de l’incorporer sous son autorité et de lui confier le commandement du Département Militaire. Il prend alors la tête de l’Armée polonaise constituée en France par Roman Dmowski et reçoit le titre du Commandant en chef des Forces armées polonaises, avec un avancement au grade de général de division. Des formations militaires situées hors de France lui sont aussi soumises : la 4e Division de tirailleurs polonais du général Żeligowski à Kubań, la  5e Division de Sibérie du colonel Kazimierz Rumsza et le Bataillon des tirailleurs de Mourmansk, stationnant à Arkhangelsk. Haller prête serment dans la ville de Nancy, non loin de la ligne du front (6 octobre 1918). Après la signature de l’Armistice, le 11 novembre 1918, les unités polonaises, sont surnommées « Armée bleue », qualificatif provenant de la couleur bleu-clair de leurs uniformes. Elles représentent la Pologne lors du défilé de la victoire sous l’arc de Triomphe à Paris. Le défilé est reçu par le général Józef Haller, se tenant aux côtés des vainqueurs de l’Entente : les maréchaux Ferdinand Foch et Philippe Pétain, le britannique Douglas Haig et le général américain John Pershing.
Haller était connu de ses soldats pour son ardente foi religieuse, aussi bien lorsqu’il était dans les Légions que dans « l’Armée bleue ». Les mauvaises langues l’appellent le « général-prière ». La vie spirituelle et le moral de ses subordonnés lui tiennent à cœur : « On n’aurait plus besoin - disait-il - de slogans ou de béquilles verbales, enrobées de formules sur l’honneur d’un officier ou l’honneur de l’uniforme ». Le but principal de Haller est d’agrandir l’Armée polonaise, dont les effectifs après la guerre se montent à 100 mille hommes. Au printemps 1919, Haller quitte la France pour la Pologne, dirigeant une armée composée de cinq divisions d’infanterie, quelques bataillons de tanks, sept escadrons d’aviation et deux écoles de navigation aérienne, avec une grande quantité d’armements, munitions, pièces de rechange pour l’aviation et les voitures. Ces soldats et le matériel sont d’un grand secours pour les unités de l’Armée polonaise. L’accueil officiel a lieu à la gare varsovienne des « Chemins de fer Varsovie-Vienne » (21 avril 1919). Haller lui-même raconte : « Au nom du Chef de l’État et du gouvernement, je suis accueilli par le Ministre de l’Intérieur - Wojciechowski. Au nom du Parlement - par le maréchal du Parlement - Trąpczyński et les députés Korfanty, Grabski  et l’abbé Lutosławski. Au nom de l’armée - les généraux Durski et Leśniewski, suivis de bon nombre d’autres généraux et officiers,  ainsi que du doyen, le général Henrys ». Lors de la cérémonie au Conseil municipal de Varsovie (23 avril 1919), on lui décerne le titre de citoyen d’honneur de la ville.

### Tournant de 1918
Au lendemain de la « charge de Rarańcza » en 1918, il traverse, comme commandant du 2e corps auxiliaire polonais, la ligne de front austro-russe en direction de l'actuelle Ukraine, où il unit ses troupes aux détachements polonais qui ont quitté l'armée de l'Empire russe récemment disparu.
Il franchit le pas de combattre ses anciens alliés en vue de former une armée indépendante polonaise. Mais son corps d'armée est interné par les Allemands qui, après le traité de Brest-Litovsk avec les Bolchéviques, considéraient la présence des troupes polonaises en Ukraine comme illégale. Cet internement a lieu après une bataille féroce entre Polonais et Allemands à Kaniów (10 mai 1918, 2 500 pertes). Il parvient à s'échapper jusqu'à Moscou.

### Après 1918

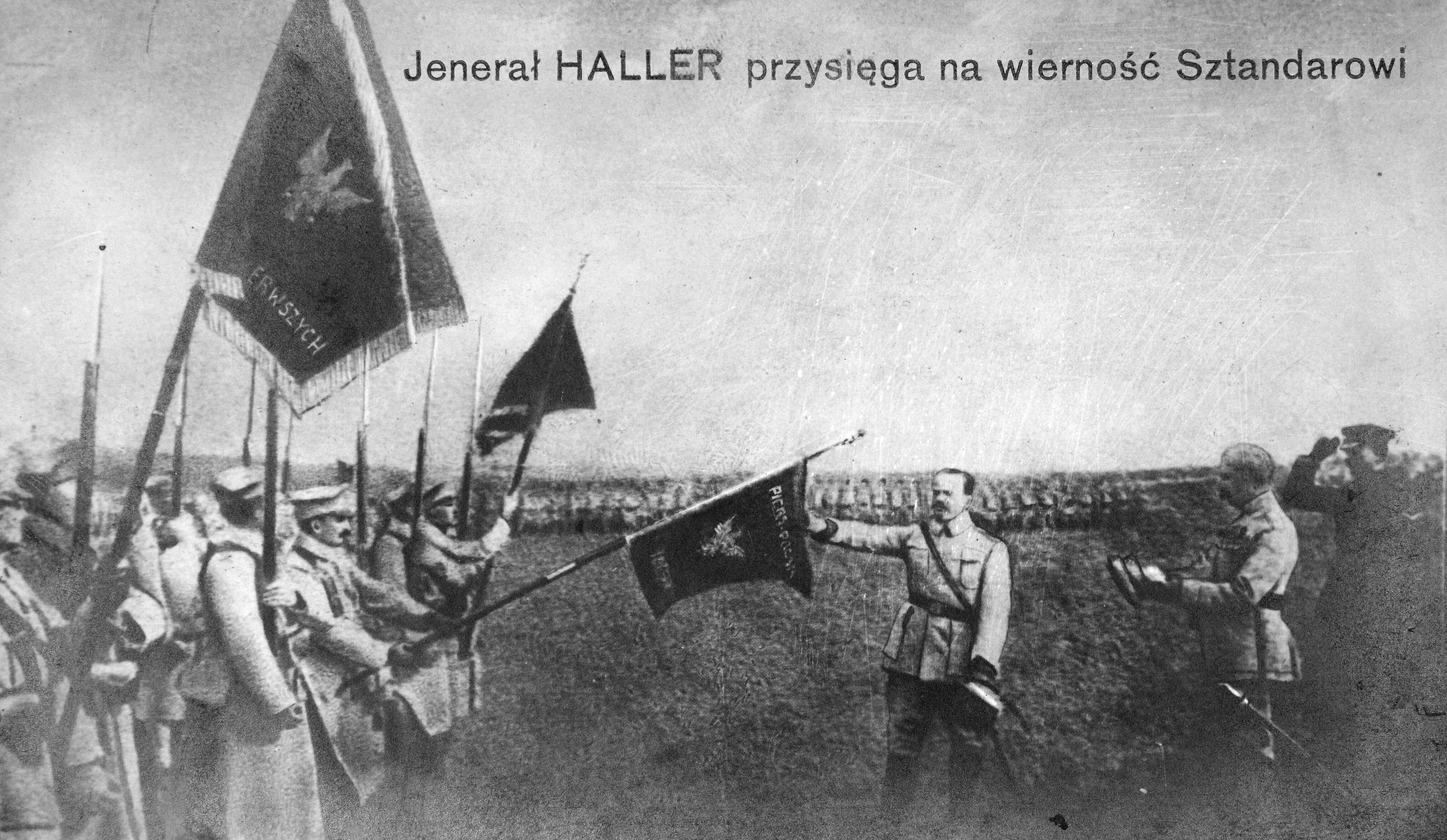
Le général Haller touchant le drapeau de l'Armée bleue.

Le Commandement central de l’Armée polonaise place le général Haller au poste de commandant du front de Volhynie-Galicie, où les unités polonaises se battent contre les forces de l’Armée ukrainienne de Galicie, bloquant Lwów, et contre les armées de l’ataman Szymon Petlura, dans la région de Volhynie. Dirigées et renforcées par  l’« Armée bleue »  de Haller, les armées polonaises commencent une offensive contre les Ukrainiens, dans le but de libérer toutes les terres de la Petite Pologne de l’est. La défense ukrainienne est enfoncée et en deux semaines la majorité du territoire de la Galicie du sud-est se retrouve aux mains des Polonais. L’offensive se termine par un succès total. Le 31 mai 1919, Haller est remplacé par le général Iwaszkiewicz.
On lui convie ensuite à prendre le commandement du front sud-ouest, devant  sécuriser le bassin houiller de Dąbrowa, soumis à d’éventuelles attaques de la part des Allemands, se battent contre les insurgés polonais de Silésie. Malgré des ordres venus de Varsovie, demandant la neutralité, Haller envoie secrètement de l’aide aux insurgés. On fait passer en Silésie des officiers, médecins, armes, munitions, vivres et matériel médical. Après l’échec de la Première insurrection silésienne, Haller prend soin des 22 mille insurgés, qui viennent se réfugier derrière les frontières polonaises.
Après l’unification et la réorganisation de l’Armée polonaise (1er septembre 1919), on vérifie les aptitudes de Haller et le confirme dans sa charge de général d’armée. Il est envoyé, en octobre 1919, sur le front de Poméranie pour commander des unités polonaises nouvellement formées, prendre possession du littoral de Gdańsk, territoire octroyé à la Pologne par le Traité de Versailles. Au moment de l’entrée des unités polonaises dans Gdańsk, les Allemands essaye d’opposer une résistance armée, matée par les soldats polonais, lors d’escarmouches près de Lipie, non loin de Gniewkowo. Le 18 janvier 1920, Toruń est la première ville occupée. À Puck, Haller préside à la cérémonie du 10 février 1920, appelée « Épousailles de la Pologne avec la mer Baltique ». Voici ce qu’il écrit: « Après la sainte messe, le drapeau des forces navales polonaises est hissé sur un mât, accompagné de tirs d’artillerie et de l’hymne national. Un simple pêcheur de Cachoubie, gardien du littoral avec comme seule arme une rame, transmet la garde du littoral à un marin polonais. Me trouvant sous cette bannière, je dis en bref, que nous sommes revenus sur les bords de cette mer et que la république de Pologne est à nouveau maître de la Baltique, en signe de quoi, je lance en pleine mer cette alliance symbolique, offerte par les Polonais de Gdańsk, ville à nouveau polonaise (...) La cérémonie se termine par le fait de placer un piloti dans le fond marin, avec l’écriteau: « Le 10 février, en l’an de grâce 1920, l’Armée polonaise, commandée par le général Haller, se lie à perpétuité à la mer Baltique ».
Après le début de l’offensive bolchévique sur Varsovie, Haller est convié à faire partie du Conseil de défense de l’État, sous la direction du Commandant de ce dernier - Józef Piłsudski. Avant la Bataille de Varsovie (1920), Haller occupe la fonction d’Inspecteur général des armées des unités volontaires. C’est à ce poste qu’il déploie avec énergie toutes ses capacités, pour recruter les bénévoles. Wincenty Witos décrit ainsi son action: « Le général Haller engage et poursuit une grande action de recrutement des volontaires. Il a su non seulement mettre en place tout un appareil administratif composé de personnes dévouées, capables de renoncements et se sacrifiant à leur travail, mais lui-même fait preuve d’une attitude exemplaire. À la suite de ses infatigables démarches, discours enflammés, appels chaleureux et requêtes, les volontaires de toute la Pologne affluent pour rejoindre les rangs de l’armée de volontaires. Aucun village, aucune ville ne manquent à l’appel. Les plus nombreux sont ceux qui viennent des milieux scolaires et artisans. Les fils de paysans, nombreux et motivés, arrivent eux aussi en grand nombre, puis l’intelligentsia, les fonctionnaires, les propriétaires terriens et même une partie du clergé. Le nombre de volontaires, selon les estimations du Ministre des armées, dépasse 100 mille hommes. Ils forment non seulement une troupe imposante, mais ont su insuffler à l’armée un nouvel élan et un stimulant, rehaussant la foi et remontant un moral défaillant ».
Le 10 août 1920, Haller se voit confier le commandement du Front nord, un des endroits les plus vulnérables pour une percée  bolchévique voulant atteindre  Varsovie. Ses unités arrêtent l’ennemi lors de lourds combats sur la rivière Wkra et au prix de lourdes pertes aux avant-postes de Varsovie - à Ossów et Radzymin (13 au 15 août 1920). Les troupes polonaises passent ensuite à l’offensive et mettent en déroute puis anéantissent les unités ennemies.
Après la fin des hostilités, Haller siège dans diverses institutions militaires. Il préside au Tribunal pour officiers, est membre de la Commission militaire auprès du Commandant principal du Tribunal honorifique pour officiers, et fait partie du Conseil de guerre. Il est convié à siéger au Conseil de guerre restreint, comme inspecteur principal, avec les pouvoirs d’un général d’armée. On lui  demande de siéger au chapitre de l’Ordre de Virtuti Militari et au Conseil provisoire pour l’octroi de l’Ordre de l’Aigle blanc. La dernière fonction qu’il assume, est la direction de l’Inspection générale de l’artillerie, ceci depuis le 29 octobre 1921.
Mise à part son activité militaire, Haller participe aux activités sociales et celles liées aux anciens combattants.  Il s’active au Comité général de la Croix rouge polonaise, y remplissant la fonction de président (1920-1926). Il fait partie de l’Union des scouts polonais, étant président au quartier général de l’Union scout (1920-1923). Il remplit la fonction de Président d’honneur de « L’Association des combattants de Haller », et vient en aide aux anciens soldats, invalides et pupilles de la nation, leur trouvant du travail et donnant son soutien à la commémoration des événements passés. Il participe au mouvement corporatiste. Il assume la fonction de philistin et protecteur de la Corporation « Baltia », regroupant les étudiants de l’Université de Poznań et patronne à la même charge à la corporation académique Sparta ; il vient souvent aux festivités de l’Association des gymnastes Sokół. Il collabore avec la hiérarchie ecclésiale.
En 1922, Haller acquiert les restes d’un ancien domaine agricole à Gorzuchów (150 hectares), près de la ville de Grudziądz, lieu où il s’installe et qui lui tient de domicile (jusqu’en 1939). Bien des politiciens, hôtes étrangers et compagnons de luttes y viennent lui rendre visite. La même année, au village de Wielka Wieś, non loin de Puck, sur un terrain offert au général par un agriculteur, on construit pour le général une villa d’été, appelée Halerówka.
En 1922, Haller obtient un mandat de député au Parlement polonais (Sejm) en première session. Il fait partie du Club  politique chrétien-démocrate. En automne 1922, lors des élections du président de la république de Pologne, il est désigné comme candidat. Après l’élection de Gabriel Narutowicz, il fait partie de ceux qui critiquent publiquement cette élection, mais désapprouve les affrontements  qui en résultent dans les rues de Varsovie. Après l’assassinat de Narutowicz, il est attaqué par les partisans de Piłsudski et les socialistes, comme coresponsable de cette tragédie. Il essayera de se blanchir de l’ accusation, en intentant un procès au journal Naprzód et annonçant un duel avec le député Marian Kościałkowski. Il doit cependant abandonner son poste de président de l’Association polonaise des scouts et déposer son mandat de député (23 octobre 1923). À l’automne 1923, il part pour les États-Unis, invité par d’anciens combattants, regroupés dans l’American Legion. Il est reçu par le président américain Calvin Coolidge, le secrétaire d’État Charles Hughes et le général J. Persching, chef d’état major.
Lors du coup d’État de mai 1926, il se prononce en faveur du gouvernement légal et reste partisan d’une continuation des combats, ceci malgré la démission du président de la République et des autorités gouvernementales. Après la victoire de Piłsudski, il dépose une demande afin d’être « relevé des obligations de service, qui dans les conditions anormales qui sévissent actuellement dans l’armée, je ne peux remplir, et de mettre à la retraite ». Le 16 juin 1926, il est renvoyé de son poste d’inspecteur général de l’artillerie et, le 6 juillet 1926, le ministre des affaires militaires, Józef Piłsudski, ordonne sa mise à la retraite à partir du 31 juillet 1926.
Il reste dans l’opposition à la politique au régime du camp de l’assainissement (pol: sanacja). Il a de très forts liens avec la Démocratie chrétienne et le Parti de la Grande Pologne ; il est souvent invité aux réunions départementales du Parti national. Il fait membre de l’Action catholique et durant l’été 1934, il reçoit le titre honorifique de président d’honneur de cette organisation au décanat de Chełmno. À l’automne 1933, il entreprend un long voyage aux États-Unis, durant lequel il rend visite aux plus grandes centres regroupant les Polonais et rencontre le président Franklin D. Roosevelt. Lors de son séjour à Chicago, il reçoit le titre de docteur honoris causa de l’Université de l’Indiana. Dans les années 1936-1939, il est l’un des organisateurs et dirigeants - aux côtés du général Władysław Sikorski, Wincenty Witos, Wojciech Korfanty et Ignacy Paderewski - d’une opposition politique appelée « Front Morges ». Le 10 octobre 1937, à la suite du congrès réunifiant le Parti national ouvrier au Parti Chrétien-démocrate polonais, naît le Parti du Travail (pol : Stronnictwo Pracy), où Haller est nommé président du Conseil supérieur.
Après l’éclatement de la Seconde Guerre mondiale, il traverse la Roumanie et se rend en France, où il se met à la disposition du gouvernement de Władysław Sikorski. Il y préside à la « Commission pour l’Enregistrement des faits et documents sur les derniers événements de Pologne », institution ayant pour but de rassembler les documents et récits sur la campagne militaire de septembre 1939 et déceler les causes de la défaite. Lors des premiers jours d’octobre 1939, il entre au gouvernement comme ministre sans portefeuille. En 1940, il entreprend un second voyage aux États-Unis, afin de convaincre les Polonais d’Amérique de venir combattre auprès de l’Armée polonaise se formant en France. Mais cette fois, bien qu’ayant visité 58 villes, sa mission se termine par un fiasco, car juste quelques centaines de volontaires se sont présentés. Après la chute de la France, il passe par l’Espagne et le Portugal pour rejoindre l’Angleterre. Dans les années 1940-43, il remplit la fonction de ministre de l’éducation dans le gouvernement polonais en exil. Il met fin à ses fonctions après la mort du général Wladysław Sikorski ; il n’est pas pris dans le cabinet du gouvernement de Stanisław Mikołajczyk (14 juillet 1943).
Après la guerre, Haller décide de ne pas rentrer en Pologne, occupée par les communistes. Il prend le chemin de l’émigration et s’installe durablement à Londres. Il ne reviendra pas en Pologne, bien que vers la fin de sa vie il ait voulu accomplir un pèlerinage à Jasna Góra, à l’occasion de l’année mariale 1957. Ce projet ne vit jamais le jour, car les autorités de la Pologne populaire, si elles lui avaient formellement donné leur autorisation, voulaient l’utiliser pour leur propagande, tout en lui refusant le droit de participer aux commémorations de la Constitution du 3 mai 1791. Amer, le général renonça à tout projet de voyage en Pologne.
Malgré son âge avancé, il demeure actif dans diverses organisations catholiques, dont la Congrégation mariale. Il honore de sa présence le Conseil de l’Institut polonais de l’Action catholique en Grande-Bretagne, est membre du Troisième ordre franciscain et membre d’honneur de l’Association des jeunesses étudiantes catholiques « Iuventus Christiana ».
« Il vivait de manière très sobre - raconte son ami Bronisław Kuśnierz - Dans la pièce située à côté de sa chambre à coucher, il avait une très belle collection de livres, des auteurs polonais pour la plupart, ainsi qu’énormément de revues polonaises et étrangères. Il lisait beaucoup et ceci jusqu’à ces derniers jours, il s’intéressait à la vie politique et sociale. Sur les murs se trouvaient une image du Christ, des tableaux de peintres polonais, des photographies d’églises de Cracovie, une grande photo du père Kolbe de Niepokolanów , ainsi qu’une photo de lui avec des jeunes scouts… Il était d’une grande vivacité et très convivial. Il étonnait par la lucidité et la profondeur de sa pensée, une invraisemblable mémoire et une puissante volonté. »
Haler meurt à Londres le 4 juillet 1960 à l’âge de 87 ans. Conformément à ses dernières volontés, son corps n’a pas été enterré en Pologne, gouvernée par les communistes, mais inhumé au cimetière britannique de Gunnersburry. Après 1990, grâce à l’initiative des scouts polonais, ses cendres ont été rapatriées en Pologne libre et ont été déposées dans la crypte de l’église Sainte Agnès à Cracovie, église dédiée aux garnisons  militaires (15 mai 1993).
Il a reçu les plus hautes distinctions polonaises, dont l’Ordre de l’Aigle blanc, la Croix de Virtuti Militari, et quatre fois la Croix des Braves, ainsi que bon nombre de distinctions étrangères.

## Décorations

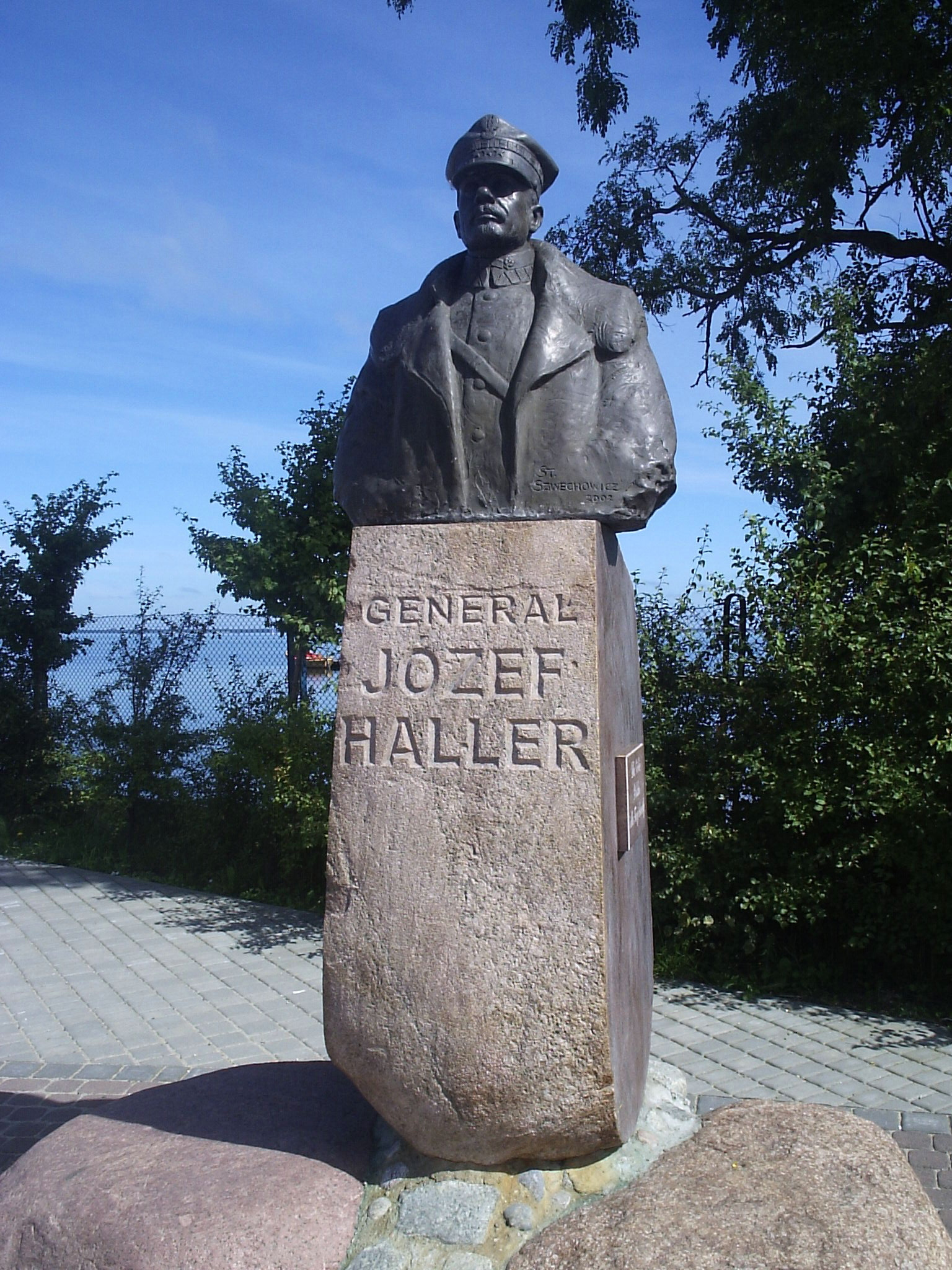
Mémorial du général Józef Haller à Puck en Pologne.

- Commandeur de la Légion d'honneur (1922)
- Croix de Guerre (France) (1922)
- Ordre de l'Aigle blanc (1921)
- Ordre militaire de Virtuti Militari (1920)
- Commandeur de l'ordre Polonia Restituta
- Ordre de la Couronne de fer (1914)
- Médaille du Mérite militaire d'Autriche-Hongrie Signum Laudis (1918)
- Ordre de la Couronne du royaume d'Italie de 2e classe (1922)
- Ordre de Saint-Sava du royaume de Yougoslavie (1926)

## Divers
- En 2017, en Pologne, à l'occasion du centenaire de la création de l'armée bleue, un timbre[2] à l'effigie du général Haller est émis avec, sur l'enveloppe Premier jour, un dessin de Blanka Mercère représentant les Polonais volontaires à l'assaut d'une tranchée allemande (intitulé Dévouement polonais).

## Sources
- (en) Cet article est partiellement ou en totalité issu de l’article de Wikipédia en anglais intitulé « Józef Haller » (voir la liste des auteurs).

- (de) Cet article est partiellement ou en totalité issu de l’article de Wikipédia en allemand intitulé « Józef Haller von Hallenburg » (voir la liste des auteurs).